# Buffa di Perrero
Buffa di Perrero è una famiglia di antica nobiltà sabauda, di origine pinerolese e storicamente residente a Torino, Cavour, e Cherasco. Fedeli da tempi immemorabili a Casa Savoia, furono infeudati del titolo di Conti di Perrero il 22 dic. 1787 (Conti di Perrero, mpr. Decreto Ministeriale di riconoscimento 30 mar. 1934).
Le notizie risalgono al 1290 a Giovanni, uno dei quattro savi di Pinerolo che, nel 1322, ne riformò gli Statuti, e a Nicoletto, segretario del principe Filippo II di Savoia-Acaia, i cui discendenti furono investiti del titolo di "Abbadia superiore e di Cantogno". Gaspare e Matteo furono eletti nobili imperiali nel 1603 e Rollino acquisì il patriziato di Bibiana nel 1688. Luigi Matteo, capo della comunità di Cavour, venne insignito del titolo di Conte di Perrero da Re Vittorio Amedeo III (22 dic. 1787). 

## Atto di Investitura del 1787[3]
"Vittorio Amedeo, per grazia di Dio, Re di Sardegna, di Cipro e di Gerusalemme, Duca di Savoia, di Monferrato, Principe di Piemonte.
[...] e così per causa di detta investitura il detto Conte Matteo Buffa, a capo scoperto, e colla dovuta riverenza, inginocchiato avanti Noi, tenendo le mani sopra li sacrosanti Vangeli, toccando corporalmente le Scritture avanti l'Immagine del Santissimo Crocifisso, Ci ha giurato il dovuto omaggio, e fedeltà ligia, confessando che Ci ha per il suo unico Principe e Signore, senza riservanza alcuna affermato, e riconoscendo che lui, suoi eredi, e successori, sono, saranno, esser vogliono, e devono sempre, et in perpetuo veri uomini, Nobili, ligi, fedeli vassalli, e buoni sudditi Nostri, e dei Reali Nostri Successori, e che da Noi et da detti nostri tengono, terranno, tener vogliono, e devono la sovra espressa porzione del Feudo e Giurisdizione del Luogo di Perrero, colli suoi beni, diritti, prerogative, pertinenze e dipendenze, a causa del Nostro diretto dominio in Feudo e sotto l'omaggio, e fedeltà nobile e ligia che di sopra. [...]
In Fede del che abbiano concedute le presenti dall'infrascritto Deg. Nostro Camerale sottoscritte, le quali saranno del Nostro sigillo munite. 
Date in Torino, li Ventidue del mese di Decembre Millesettecentottantasette".

## Principali membri contemporanei[4]
- Vittorio Onoratio (1788-1858): Capitano della Brigata Casale (1823), Maggiore delle Regie Armate, Luogotenente Colonnello. Sindaco di Cavour (1831).
- Carlo Emilio Prospero (1839-1896): Uff. di S.M. del Regio Esercito, Generale di Divisione. Cav. dell'Ordine dei SS Maurizio e Lazzaro. Proprietario terriero e Sindaco della Città di Cherasco.
- Vincenzo (1845-1880): Avvocato. Alpinista e scrittore, pioniere dell'alpinismo classico. Vicepresidente dell'allora neonato Club Alpino Italiano. Promotore dell'iniziativa del collocamento di una statua della Beata Vergine Maria sul Monviso, nel 1876.
- Vittorio Prospero, VI Conte di Perrero (1864-1941): Generale di Corpo d'Armata, Ispettore generale dell'Arma di artiglieria, cav. dell'Ordine Militare di Savoia, gr. cr. dell'Ordine della Corona d'Italia, Medaglia d'Oro Mauriziana, Comm. dei SS Maurizio e Lazzaro, Cav. Ordine del Bagno (Gran Bretagna), Cav. Uff. della Legione d'Onore (Francia).
- Carlo Alfonso (1867-1916)[5] Medaglia d'Argento e Medaglia d'Oro al Valor Militare, tenente colonnello degli Alpini, caduto eroicamente per la Patria a Castagnevizza il 5 novembre 1916 in azione di guerra. Sacro al Nome d'Italia. Alpinista. A lui sono dedicate vie a Torino, Pinerolo e Cavour, oltre a un rifugio e a un picco nelle Dolomiti e a una caserma a Pieve di Cadore.[6][7]

- Alessandro (1873-1951): Podestá della Cittá di Torino (1927-1929). Presidente di varie opere pie. Presidente del CdA della Reale Mutua Assicurazioni 1927-1934, e 1950-1951.

- Ermanno (1908 – 1982): Cav. Ufficiale della Corona d'Italia. Medaglia d'Oro della Pubblica Istruzione, decorato dagli Alleati per operazioni con il CLN.[8] Direttore generale del Club Alpino Italiano di Torino e promotore dell'apertura del "Museo Nazionale Duca degli Abruzzi". Cittadino Onorario di Micene (Grecia).Commissario Regionale del Cngei (Corpo Nazionale giovani esploratori Italiani) Piemonte e Commissario della Sezione Cngei di Torino nel 1945.

- Carlo Alfonso (1940): Attuale delegato per il Piemonte e la Valle d'Aosta degli Ordini Dinastici di Casa Savoia. Cavaliere di Gran Croce dell'Ordine dei SS Maurizio e Lazzaro. Cav. S.M.O. Constant. di S. Giorgio, Cav. gr. croce Ord. mer. Civ. di Savoia. Tenente di cpl. degli Alpini.